# Viktor Axelsen
Viktor Axelsen (* 4. Januar 1994 in Odense) ist ein dänischer Badmintonspieler und zweifacher Olympiasieger.

## Karriere
Als Jugendspieler holte Axelsen in seiner Heimat Dänemark bis 2008 vier Nachwuchstitel. Auf internationaler Bühne wurde er 2009 U-17-Europameister, 2010 Jugend-Weltmeister und 2011 Jugend-Europameister. Seinen ersten internationalen Turniererfolg bei den Erwachsenen feierte er bei den Cyprus International 2010. Im selben Jahr wurde er erstmals für die Dänische Nationalmannschaft beim Thomas Cup nominiert. In der Endrunde dieser Weltmeisterschaft für Herrenteams wurde er jedoch nicht eingesetzt. Es folgten Turniersiege bei den Spanish Open 2011, den Dutch International 2013 und den Denmark International 2013.
2013, 2014 und 2015 siegte er bei den Copenhagen Masters. Bei seinen beiden Europameisterschafts-Teilnahmen 2012 in Karlskrona und 2014 in Kasan gewann er jeweils die Bronzemedaille, ebenso bei der Weltmeisterschaft 2014 in Kopenhagen. Dabei schlug er der Reihe nach Henri Hurskainen, Erik Meijs, Tiến Minh Nguyễn und Chou Tien-chen jeweils in zwei Sätzen. Im Halbfinale unterlag er Lee Chong Wei deutlich in zwei Sätzen. Im selben Jahr gewann er die Swiss Open. 2016 folgte in La Roche-sur-Yon der Europameistertitel.
Seine bisher größten Erfolge im Herreneinzel sind der Gewinn der Weltmeisterschaft 2017 in Glasgow gegen den bis dahin fünfmaligen Weltmeister Lin Dan, die Goldmedaille bei den Olympischen Spielen 2020 in Tokio, sein Sieg bei den Weltmeisterschaften 2022 in Tokio sowie die erneute Goldmedaille bei den Olympischen Spielen 2024. Sein Weltmeistertitel 2017 war der erste eines Europäers seit 20 Jahren. Für diesen Titelgewinn wurde er im selben Jahr zu Dänemarks Sportler des Jahres gewählt. Die olympische Goldmedaille 2020 war die zweite eines Europäers im Herreneinzel nach dem Titelgewinn seines Landsmannes Poul-Erik Høyer Larsen im Jahr 1996. Er ist der erste Europäer, der zwei WM-Titel im Herreneinzel erspielen konnte.

## Erfolge

### Herreneinzel
| Resultat                       | Jahr    | Ort / Turnier                   | Gegner                  | Ergebnis            |
| ------------------------------ | ------- | ------------------------------- | ----------------------- | ------------------- |
| Olympische Spiele              |         |                                 |                         |                     |
| Gold                           | 2024    | Paris                           | Kunlavut Vitidsarn      | 21:11, 21:11        |
| Gold                           | 2020    | Tokio                           | Chen Long               | 21:15, 21:12        |
| Bronze                         | 2016    | Rio de Janeiro                  | Lin Dan                 | 15:21, 21:10, 21:17 |
| Weltmeisterschaften            |         |                                 |                         |                     |
| Gold                           | 2022    | Tokio                           | Kunlavut Vitidsarn      | 21:5, 21:16         |
| Gold                           | 2017    | Glasgow                         | Lin Dan                 | 22:20, 21:16        |
| Bronze                         | 2014    | Kopenhagen                      | Lee Chong Wei           | 9:21, 7:21          |
| 5./8.                          | 2015    | Jakarta                         | Chen Long               | 18:21, 29:30        |
| 17./32.                        | 2013    | Guangzhou                       | Takuma Ueda             | 22:24, 17:21        |
| Europameisterschaften          |         |                                 |                         |                     |
| Gold                           | 2016    | La Roche-sur-Yon                | Jan Ø. Jørgensen        | 21:11, 21:16        |
| Bronze                         | 2012    | Karlskrona                      | Henri Hurskainen        | 21:18, 18:21, 17:21 |
| Bronze                         | 2014    | Kasan                           | Jan Ø. Jørgensen        | 11:21, 13:21        |
| BWF Superseries Finals         |         |                                 |                         |                     |
| 1.                             | [2]2016 | Dubai                           | Tian Houwei             | 21:14, 6:21, 21:17  |
| 1.                             | [2]2017 | Dubai                           | Lee Chong Wei           | 19:21, 21:19, 21:15 |
| 2.                             | [2]2015 | Dubai                           | Kento Momota            | 15:21, 12:21        |
| BWF World Superseries Premier  |         |                                 |                         |                     |
| 2.                             | 2017    | China Open                      | Chen Long               | 16:21, 21:14, 13:21 |
| BWF World Superseries          |         |                                 |                         |                     |
| 1.                             | [2]2017 | India Open                      | Chou Tien-chen          | 21:13, 21:10        |
| 1.                             | [2]2017 | Japan Open                      | Lee Chong Wei           | 21:14, 19:21, 21:14 |
| 1.                             | 2018    | Malaysia Masters                | Kenta Nishimoto         | 21:13, 21:23, 21:18 |
| 2.                             | 2012    | French Open                     | Daren Liew              | 18:21, 17:21        |
| 2.                             | [2]2015 | India Open                      | Srikanth Kidambi        | 21:18, 13:21, 12:21 |
| 2.                             | [3]2015 | Australian Open                 | Chen Long               | 12:21, 21:14, 18:21 |
| 2.                             | [4]2015 | Japan Open                      | Lin Dan                 | 19:21, 21:16, 19:21 |
| 2.                             | [4]2016 | India Open                      | Kento Momota            | 15:21, 18:21        |
| BWF Grand Prix Gold            |         |                                 |                         |                     |
| 1.                             | 2014    | Swiss Open                      | Tian Houwei             | 21:7, 16:21, 25:23  |
| 2.                             | 2015    | Swiss Open                      | Srikanth Kidambi        | 15:21, 21:12, 14:21 |
| Internationale Turniere        |         |                                 |                         |                     |
| 1.                             | 2013    | Copenhagen Masters              | Lee Hyun-il             | 21:13, 21:16        |
| 1.                             | 2014    | Copenhagen Masters              | Jan Ø. Jørgensen        | 22:20, 21:9         |
| 1.                             | [6]2015 | Copenhagen Masters              | Anders Antonsen         | 21:10, 21:15        |
| Badminton Europe Circuit       |         |                                 |                         |                     |
| 2.                             | 2010    | Swedish International Stockholm | Indra Bagus Ade Chandra | 15:21, 12:21        |
| 2.                             | 2011    | Swedish International Stockholm | Pablo Abián             | 19:21, 6:21         |
| 1.                             | 2011    | Spanish Open                    | Pablo Abián             | 21:11, 7:21, 21:9   |
| 1.                             | 2013    | Dutch International             | Eric Pang               | 24:22, 21:12        |
| 1.                             | 2013    | Denmark International           | Ville Lång              | 21:17, 21:8         |
| International Series           |         |                                 |                         |                     |
| 1.                             | 2010    | Cyprus International            | Simon Maunoury          | 21:10, 21:11        |
| Junioren-Weltmeisterschaften   |         |                                 |                         |                     |
| Gold                           | 2010    | Guadalajara                     | Kang Ji-wook            | 21:19, 21:10        |
| Silber                         | 2011    | Taipeh                          | Zulfadli Zulkiffli      | 18:21, 21:9, 19:21  |
| Junioren-Europameisterschaften |         |                                 |                         |                     |
| Gold                           | 2011    | Vantaa                          | Rasmus Fladberg         | 21:8, 17:21, 21:13  |
| U-17-Europameisterschaften     |         |                                 |                         |                     |
| Gold                           | 2009    | Medvode                         | Kim Bruun               | 21:19, 17:21, 21:17 |